# 二村秀樹
二村 秀樹（ふたむら ひでき）は、日本のアニメーター、アニメーション演出家、デザイナー。現在はSTUDIO 4℃所属。

## 参加作品

### テレビ
- 1995年 新世紀エヴァンゲリオン（原画）
- 1996年 セイバーマリオネットJ（OP原画）
- 1998年 鉄コミュニケイション（デザインワークス・絵コンテ・演出）
- 2010年 リタとナントカ（絵コンテ・演出）
- 2012年 坂道のアポロン（絵コンテ）
- 2013年 革命機ヴァルヴレイヴ（ダイソンスフィアコンセプトデザイン）
- 2018年 恋は雨上がりのように（7話 絵コンテ）
- 2019年 女子高生の無駄づかい（9話 絵コンテ）
- 2020年 GREAT PRETENDER（13話 絵コンテ）
- 2022年 であいもん（10話 絵コンテ）
- 2023年 聖剣学院の魔剣使い（2話 絵コンテ）

### 映画
- 1988年 機動戦士ガンダム 逆襲のシャア（原画）
- 1988年 AKIRA（原画）
- 1991年 とべ!くじらのピーク（原画）
- 1995年 MEMORIES 最臭兵器（原画）
- 1998年 PERFECT BLUE（原画）
- 2007年 Genius Party＜ジーニアス・パーティ＞「LIMIT CYCLE」（監督）

### OVA
- 1986年 メガゾーン23/PartII 秘密く・だ・さ・い（作画監督補佐・原画）
- 1987年 ロボットカーニバル プレゼンス（作画協力）
- 1988年 トップをねらえ!（原画）
- 1988年 プロジェクトA子3　シンデレララプソディ（OP原画）
- 1991年 THE八犬伝（作画監督）
- 1992年 創世機士ガイアース（原画）
- 1999年 太陽の船 ソルビアンカ（原画）
- 2000年 ジョジョの奇妙な冒険 ADVENTURE（監督・ビジュアルワークス）
- 2003年 アニマトリックス セカンド・ルネッサンス パート1・パート2（作画監督・設定デザイン）
- 2010年 Halo Legends Origins Part1 & Part2（監督）

### その他
- 天才ビットくん（ビットランド・デザイン）※小原秀一、中山大輔と共同
- 2006年 クロサギ（オープニングアニメーション）
- 2007年 FICTION ZERO / NARRATIVE ZERO 古川日出男「デーモン」（イラスト）